# Патику
Патику је ненасељено острвце у саставу атола Нукунону у оквиру острвске територије Токелау у јужном делу Тихог океана. Налази се у источном делу атола, између острваца Те Нону и Туатига. Прекривено је тропским растињем.